# Kościół św. Stanisława Biskupa i Męczennika w Dzikowie
Kościół św. Stanisława Biskupa i Męczennika w Dzikowie – katolicki kościół filialny zlokalizowany we wsi Dzikowo w gminie Barlinek, w powiecie myśliborskim (województwo zachodniopomorskie). Należy do parafii św. Antoniego Padewskiego w Mostkowie.

## Historia i architektura
Kościół, murowany z kamieni narzutowych, wzniesiony został w XIV wieku. Nie posiada chóru ani wieży. Sytuowany na planie prostokąta, nakryty jest dachem dwuspadowym. W XIX wieku kościół został przebudowany, przemurowano wówczas portal i okna oraz dostawiono ceglane prezbiterium i zakrystię. Wnętrze kościoła nakrywa wsparty na dwóch słupach płaski strop drewniany. Nad wejściem znajduje się wsparta na słupach drewniana empora. Nie zachowało się historyczne wyposażenie.
Kościół został zniszczony podczas II wojny światowej. W 1974 roku ruina została przekazana parafii katolickiej, w latach 1975–1980 dokonano odbudowy. Konsekracji świątyni dokonał w dniu 3 czerwca 1984 roku biskup Jan Gałecki.